# Henry Woodward (inventeur)
Pour les articles homonymes, voir Henry Woodward.
 (juin 2014).
Si vous disposez d'ouvrages ou d'articles de référence ou si vous connaissez des sites web de qualité traitant du thème abordé ici, merci de compléter l'article en donnant les références utiles à sa vérifiabilité et en les liant à la section « Notes et références ».
Henry Woodward est un étudiant en médecine à Toronto au Canada. Il a été un des précurseurs dans l'invention de l'ampoule électrique par Thomas Edison. Il a vécu au XIXe siècle. 

## Travaux
Il menait des recherches pour trouver un moyen de remplacer les réverbères à gaz permettant d’éclairer les villes. Ces recherches étaient orientées comme plusieurs scientifiques de divers pays sur la conception d’une ampoule électrique produisant un éclairage de longue durée. 
Entre 1873 et 1874 Henry Woodward et Matthew Evans, un aubergiste de Toronto, ont inventé l'ampoule électrique, une ampoule composée d’un globe en verre rempli d’azote qui contient un large filament de carbone. Sous l’effet d’un courant électrique, ce filament chauffe et émet alors de la lumière. Comme l’azote est un gaz inerte, le filament demeure incandescent longtemps.
Henry Woodward et Matthew Evans ont breveté leur invention le 24 juillet 1874.
Mais comme les deux inventeurs n’avaient pas les moyens de produire ni de vendre les ampoules électriques, ils vendirent des parts de leurs inventions à Thomas Edison. Ce dernier créé en 1879 une version plus pratique de la lampe.